# Lista de membros de Aerosmith
Aerosmith é uma banda americada de hard rock de Boston, Massachusetts. Formada em outubro de 1970, o grupo originalmente incluía o vocalista Steven Tyler, o guitarrista principal Joe Perry, o guitarrista base Ray Tabano, o baixista Tom Hamilton e o baterista Joey Kramer, embora Tabano tenha sido substituído por Brad Whitford no início do ano seguinte. A formação da banda permaneceu constante durante grande parte de sua gestão, exceto por um período de cinco anos entre 1979 e 1984. Primeiro, Perry deixou a banda após um show em 28 de julho de 1979, quando um confronto entre sua então esposa Elyssa e a esposa de Hamilton, Terry, levou a uma discussão entre o guitarrista e Tyler, resultando na saída do primeiro. Depois de contribuir para Night in the Ruts como guitarrista de sessão, Jimmy Crespo foi convidado para substituir Perry no Aerosmith em outubro de 1979. Whitford também deixou o Aerosmith em 1981 para trabalhar em um projeto solo com o ex-vocalista do Ted Nugent, Derek St. Holmes. Ele foi substituído por Rick Dufay, antes de Perry e Whitford retornarem à banda na primavera de 1984.
Além da formação regular de cinco integrantes da banda, o Aerosmith adicionou vários músicos de turnê desde sua criação. David Woodford tocou saxofone no álbum autointitulado da banda de 1973, e foi adicionado à sua formação de turnê para a turnê promocional subsequente. Da mesma forma, o tecladista Scott Cushnie se apresentou no Toys in the Attic de 1975 e permaneceu durante o ciclo de turnês do álbum. Mark Radice assumiu brevemente o papel de tecladista de turnê no início de 1978, seguido pelo colaborador frequente Richard Supa em 1980, Bobby Mayo entre 1982 e 1983, e Clayton Bruce Ost em 1987. Thom Gimbel se juntou como o primeiro tecladista de longo prazo do Aerosmith em 1989, permanecendo com a banda até 1995. Ele foi substituído por Russ Irwin começando com a Nine Lives Tour em 1997, que excursionou com a banda até ser substituído por Buck Johnson em 2014. A Global Warming Tour de 2012–2013 contou com a saxofonista Mindi Abair, o percussionista Jesse Sky Kramer (filho de Joey) e a vocalista de apoio Melanie Taylor.

## Membros oficiais

### Membros atuais
| Imagem                                  | Nome          | Anos ativos             | Instrumentos                                       | Contribuições de liberação                                                                             |
| --------------------------------------- | ------------- | ----------------------- | -------------------------------------------------- | --- |
| Steve-Tyler.jpg                         | Steven Tyler  | 1970–presente           | vocais principais teclados harmônica percussão     | todos os lançamentos do Aerosmith                                                                      |
| Aerosmithbajo.jpg                       | Tom Hamilton  | 1970–presente           | baixo backing vocal e vocais principais ocasionais | todos os lançamentos do Aerosmith                                                                      |
| Joey Kramer 2013-10-01 001.jpg          | Joey Kramer   | 1970–presente           | bateria percussão                                  | todos os lançamentos do Aerosmith                                                                      |
| Joe Perry of Aerosmith 5 April 2013.jpg | Joe Perry     | 1970–1979 1984–presente | guitarra solo e base backing vocal e principais    | todos os lançamentos do Aerosmith, exceto Rock in a Hard Place (1982)                                  |
| Tomhaerosmith.jpg                       | Brad Whitford | 1971–1981 1984–presente | guitarra solo e base                               | todos os lançamentos do Aerosmith – contribuição de uma sessão de faixa em Rock in a Hard Place (1982) |

### Membros antigos
| Imagem | Nome         | Anos ativos | Instrumentos                                           | Contribuições de liberação                                                                                      |
| ------ | ------------ | ----------- | ------------------------------------------------------ | --- |
|        | Ray Tabano   | 1970–1971   | guitarra base e solo                                   | nenhum |
|        | Jimmy Crespo | 1979–1984   | guitarra base e solo backing vocal e vocais adicionais | Contribuição de sessão para Night in the Ruts (1979) – apenas uma faixa Rock in a Hard Place (1982)             |
|        | Rick Dufay   | 1981–1984   | guitarra base e solo                                   | Rock in a Hard Place (1982) Contribuição de sessão para Music from Another Dimension! (2012) – apenas uma faixa |

## Outros colaboradores

### Músicos de sessão
| Imagem                                                                        | Nome                   | Anos ativos                | Instrumentos | Contribuições de liberação |
| ----------------------------------------------------------------------------- | ---------------------- | -------------------------- | --- | --- |
| Steve Hunter Guitar Player.JPG                                                | Steve Hunter           | 1973–1974                  | guitarra solo | Get Your Wings (1974) |
|                                                                               | Dick Wagner            | 1973–1974 (morreu em 2014) | guitarra solo | Get Your Wings (1974) |
| Michael Brecker Munich 2001.JPG                                               | Michael Brecker        | 1973–1974 (morreu em 2007) | saxofone tenor | Get Your Wings (1974) |
| Randy Brecker Kongsberg Jazzfestival 2018 (222845).jpg                        | Randy Brecker          | 1973–1974                  | trompete | Get Your Wings (1974) |
|                                                                               | Jon Pearson            | 1973–1974                  | trombone | Get Your Wings (1974) |
|                                                                               | Stan Bronstein         | 1973–1974 1977             | saxofones | Get Your Wings (1974) Draw the Line (1977) [ 18 ] [ 19 ]                                                                       |
|                                                                               | Jay Messina            | 1975                       | marimba baixo | Toys in the Attic (1975) |
| Mike Mainieri.jpg                                                             | Mike Mainieri          | 1975                       | condutor | Toys in the Attic (1975) |
|                                                                               | Não creditado          | 1975                       | seção de metais | Toys in the Attic (1975) |
|                                                                               | Paul Prestopino        | 1976, 1977                 | banjo guitarra acustica Guitarra banjo                                                                                    | Rocks (1976), Draw the Line (1977)                                                                                             |
| Jack Douglas Unique Studio D dual 64 channel Neve 8068 with Flying Faders.jpg | Jack Douglas           | 1976 1977 2011–2012        | backing vocals bandolim percussão teclados sintetizador órgão piano                                                       | Rocks (1976) Draw the Line (1977) Rock in a Hard Place (1982) Music from Another Dimension! (2012) [ 21 ] [ 19 ] [ 22 ] [ 23 ] |
|                                                                               | Karen Lawrence         | 1977                       | backing vocals | Draw the Line (1977) |
|                                                                               | Mary Weiss             | 1979                       | backing vocals | Night in the Ruts (1979) |
|                                                                               | George Young           | 1979                       | Saxofone alto | Night in the Ruts (1979) |
|                                                                               | Louis del Gatto        | 1979                       | saxofone barítono | Night in the Ruts (1979) |
| Lou Marini.JPG                                                                | Lou Marini             | 1979                       | saxofone tenor | Night in the Ruts (1979) |
|                                                                               | Barry Rogers           | 1979 (morreu em 1991)      | trombone | Night in the Ruts (1979) |
|                                                                               | Neil Thompson          | 1979                       | guitarra | Night in the Ruts (1979) |
|                                                                               | Paul Harris            | 1981–1982                  | piano | Rock in a Hard Place (1982) |
|                                                                               | John Turi              | 1981–1982                  | saxofone | Rock in a Hard Place (1982) |
|                                                                               | Reinhard Straub        | 1981–1982                  | violino | Rock in a Hard Place (1982) |
|                                                                               | John Lievano           | 1981–1982                  | guitarra acustica | Rock in a Hard Place (1982) |
|                                                                               | Drew Arnott            | 1987                       | mellotron | Permanent Vacation (1987) |
|                                                                               | Ian Putz               | 1987                       | saxofone barítono | Permanent Vacation (1987) |
|                                                                               | Henry Christian        | 1987                       | trompete | Permanent Vacation (1987) |
|                                                                               | Scott Fairbairn        | 1987                       | violoncelo | Permanent Vacation (1987) |
|                                                                               | Mike Fraser            | 1987                       | êmbolo mudo | Permanent Vacation (1987) |
|                                                                               | Morgan Rael            | 1987                       | tambores de aço | Permanent Vacation (1987) |
|                                                                               | Jim Vallance           | 1987                       | órgão | Permanent Vacation (1987) |
|                                                                               | Christine Arnott       | 1987                       | backing vocals | Permanent Vacation (1987) |
|                                                                               | Bob Rogers             | 1987 1992                  | trombone | Permanent Vacation (1987) Get a Grip (1993) [ 25 ] [ 26 ]                                                                      |
|                                                                               | Tom Keenlyside         | 1987 1989 1992             | clarinete saxofones horn arrangements                                                                                     | Permanent Vacation (1987) Pump (1989) Get a Grip (1993) [ 25 ] [ 27 ] [ 26 ]                                                   |
|                                                                               | Bruce Fairbairn        | (morreu em 1999)           | trompete violoncelo backing vocals                                                                                        | Permanent Vacation (1987) Pump (1989) Get a Grip (1993) [ 25 ] [ 27 ] [ 26 ]                                                   |
|                                                                               | Bob Dowd               | 1989                       | backing vocals | Pump (1989) |
|                                                                               | Catherine Epps         | 1989                       | voz | Pump (1989) |
| Founders_of_the_Rainforest_World_Music_Festival.JPG                           | Randy Raine-Reusch     | 1989                       | Harmónica de vidro Saltério dos Apalaches Didjeridu Thai khaen órgão de boca de cabaça do Povo Lahu do Norte da Tailândia | Pump (1989) |
|                                                                               | Henry Christian        | 1989                       | instrumentos de sopro saxofones                                                                                           | Pump (1989) |
|                                                                               | Ian Putz               | 1989 1992                  | instrumentos de sopro saxofones                                                                                           | Pump (1989) Get a Grip (1993) [ 27 ] [ 26 ]                                                                                    |
|                                                                               | John Webster           | 1989 1992 1996             | teclados backing vocals                                                                                                   | Pump (1989) Get a Grip (1993) Nine Lives (1997) [ 27 ] [ 26 ] [ 28 ]                                                           |
| Desmond Child at Lincoln Center's "American Songbook" (cropped).jpg           | Desmond Child          | 1992 2011–2012             | teclados piano | Get a Grip (1993) Music from Another Dimension! (2012) [ 26 ] [ 23 ]                                                           |
|                                                                               | Paul Baron             | 1992                       | trompete | Get a Grip (1993) |
| Don Henley 2000.jpg                                                           | Don Henley             | 1992                       | backing vocals | Get a Grip (1993) |
| Lenny Kravitz (Brasilia, 2005).jpeg                                           | Lenny Kravitz          | 1992                       | backing vocals | Get a Grip (1993) |
|                                                                               | Sandy Kanaeholo        | 1992                       | tambores de toras | Get a Grip (1993) |
|                                                                               | Melvin Liufau          | 1992                       | tambores de toras | Get a Grip (1993) |
|                                                                               | Wesey Mamea            | 1992                       | tambores de toras | Get a Grip (1993) |
|                                                                               | Liainaiala Tagaloa     | 1992                       | tambores de toras | Get a Grip (1993) |
|                                                                               | Mapuhi T. Tekurio      | 1992                       | tambores de toras | Get a Grip (1993) |
|                                                                               | Aladd Alationa Teofilo | 1992                       | tambores de toras | Get a Grip (1993) |
| David_Campbell_Conducting.jpg                                                 | David Campbell         | 1992 1996 2000             | arranjos condutor | Get a Grip (1993) Nine Lives (1997) Just Push Play (2001) [ 26 ] [ 28 ] [ 29 ]                                                 |
|                                                                               | Ramesh Mishra          | 1996                       | sarangi | Nine Lives (1997) |
|                                                                               | Suzie Katayama         | 1996                       | cordas condutor | Nine Lives (1997) |
| PSanto.jpg                                                                    | Paul Santo             | 2000 2003 2011–2012        | teclados Kurzweil Órgão Hammond piano piano elétrico órgão                                                                | Just Push Play (2001) Honkin' on Bobo (2004) Music from Another Dimension! (2012) [ 29 ] [ 30 ] [ 23 ]                         |
|                                                                               | Tower of Power         | 2000                       | trompas | Just Push Play (2001) |
|                                                                               | Dan Higgins            | 2000                       | clarinete saxofone | Just Push Play (2001) |
|                                                                               | Chelsea Tyler          | 2000                       | backing vocals | Just Push Play (2001) |
|                                                                               | Paul Caruso            | 2000 (morreu em 2006)      | programação em loop | Just Push Play (2001) |
| LivTylerLOTR03.jpg                                                            | Liv Tyler              | 2000                       | whispering | Just Push Play (2001) |
|                                                                               | Tony Perry             | 2000                       | scratching | Just Push Play (2001) |
|                                                                               | Jim Cox                | 2000                       | piano | Just Push Play (2001) |
| JohnnieJohnson1996.jpg                                                        | Johnnie Johnson        | 2003 (morreu em 2005)      | piano | Honkin' on Bobo (2004) |
| Tracy Bonham.jpg                                                              | Tracy Bonham           | 2003                       | vocais | Honkin' on Bobo (2004) |
|                                                                               | The Memphis Horns      | 2003                       | metais | Honkin' on Bobo (2004) |
| Julian_Lennon.png                                                             | Julian Lennon          | 2011–2012                  | backing vocals | Music from Another Dimension! (2012)                                                                                           |
|                                                                               | Sharlotte Gibson       | 2011–2012                  | backing vocals | Music from Another Dimension! (2012)                                                                                           |
|                                                                               | Laura Jones            | 2011–2012                  | backing vocals | Music from Another Dimension! (2012)                                                                                           |
|                                                                               | Mia Tyler              | 2011–2012                  | backing vocals | Music from Another Dimension! (2012)                                                                                           |
| Johnny Depp Deauville 2019.jpg                                                | Johnny Depp            | 2011–2012                  | backing vocals | Music from Another Dimension! (2012)                                                                                           |
|                                                                               | Bruce Witkin           | 2011–2012                  | backing vocals | Music from Another Dimension! (2012)                                                                                           |
|                                                                               | Warren Huart           | 2011–2012                  | backing vocals | Music from Another Dimension! (2012)                                                                                           |
| Marti Frederiksen.jpeg                                                        | Marti Frederiksen      | 2011–2012                  | backing vocals teclados e sintetizador de guitarra                                                                        | Music from Another Dimension! (2012)                                                                                           |
| Tom Scott cropped.jpg                                                         | Tom Scott              | 2011–2012                  | saxofone tenor | Music from Another Dimension! (2012)                                                                                           |
| Jessy J2009.png                                                               | Jessy J                | 2011–2012                  | saxofone tenor | Music from Another Dimension! (2012)                                                                                           |
|                                                                               | John Mitchell          | 2011–2012                  | saxofone barítono | Music from Another Dimension! (2012)                                                                                           |
|                                                                               | Bill Reichenbach Jr.   | 2011–2012                  | trombone | Music from Another Dimension! (2012)                                                                                           |
|                                                                               | Gary Grant             | 2011–2012                  | trompete | Music from Another Dimension! (2012)                                                                                           |
|                                                                               | Larry Hall             | 2011–2012                  | trompete | Music from Another Dimension! (2012)                                                                                           |
| 191125_Carrie_Underwood_at_the_2019_American_Music_Awards.png                 | Carrie Underwood       | 2011–2012                  | vocais | Music from Another Dimension! (2012)                                                                                           |
| Rudolph Tanzi.jpg                                                             | Dr. Rudy Tanzi         | 2011–2012                  | Órgão Hammond | Music from Another Dimension! (2012)                                                                                           |
|                                                                               | Jesse Kotansky         | 2011–2012                  | violino | Music from Another Dimension! (2012)                                                                                           |
|                                                                               | Daphne Chen            | 2011–2012                  | violino | Music from Another Dimension! (2012)                                                                                           |
|                                                                               | Eric Gorfain           | 2011–2012                  | violino | Music from Another Dimension! (2012)                                                                                           |
|                                                                               | Lauren Chipman         | 2011–2012                  | viola | Music from Another Dimension! (2012)                                                                                           |
| Richard_Dodd,_Abbey_Road_Studios.jpg                                          | Richard Dodd           | 2011–2012                  | violoncelo | Music from Another Dimension! (2012)                                                                                           |
|                                                                               | Zac Rae                | 2011–2012                  | piano sintetizador piano elétrico                                                                                         | Music from Another Dimension! (2012)                                                                                           |
|                                                                               | Daniel J. Coe          | 2011–2012                  | sintetizador | Music from Another Dimension! (2012)                                                                                           |
|                                                                               | Dan Potruch            | 2011–2012                  | percussão | Music from Another Dimension! (2012)                                                                                           |

### Músicos em turnê
| Imagem                                        | Nome              | Anos ativos                                   | Instrumentos                                                             | Contribuições de liberação |
| --------------------------------------------- | ----------------- | --------------------------------------------- | ------------------------------------------------------------------------ | --- |
|                                               | David Woodford    | 1972–1973                                     | saxofone                                                                 | Aerosmith (1973) – apenas duas faixas Live! Bootleg (1978) – apenas uma faixa [ 31 ] [ 32 ]                                                                                                  |
|                                               | Ray Colcord       | 1973–1974 (morreu em 2016)                    | teclados                                                                 | Get Your Wings (1974) – apenas três faixas |
|                                               | Scott Cushnie     | 1975 1977                                     | teclados piano                                                           | Toys in the Attic (1975) – apenas duas faixas Draw the Line (1977) – apenas três faixas [ 20 ] [ 19 ]                                                                                        |
| Mark_Radice_2020_LIVE_GIG.jpg                 | Mark Radice       | 1978                                          | teclados backing vocals                                                  | Live! Bootleg (1978) Live Texxas Jam '78 (1989) [ 32 ] |
|                                               | Richard Supa      | 1980                                          | teclados backing vocals guitaras adicionais (apenas sessões)             | Night in the Ruts (1979) – apenas duas faixas Get a Grip (1993) – apenas uma faixa [ 24 ] [ 26 ]                                                                                             |
|                                               | Bobby Mayo        | 1982–1983 (morreu em 2004)                    | teclados backing vocals                                                  | nenhum |
|                                               | Clayton Bruce Ost | 1987–1988                                     | teclados                                                                 | nenhum |
| Thom Gimbel 2009.jpg                          | Thom Gimbel       | 1989–1995                                     | teclados saxofone percussão backing vocals                               | A Little South of Sanity (1998) |
| Russ Irwin.png                                | Russ Irwin        | 1997–2014                                     | teclados piano percussão guitarra ritmica backing vocals                 | A Little South of Sanity (1998) You Gotta Move (2004) Rockin' the Joint (2005) Music from Another Dimension! (2012) – apenas duas faixas Rock for the Rising Sun (2013) [ 33 ] [ 34 ] [ 23 ] |
|                                               | Jesse Sky Kramer  | 2005 (substituto) 2012–2013 2014 (substituto) | percussão bateria adicional (somente sessão) bateria (apenas substituto) | Music from Another Dimension! (2012) – apenas uma faixa Kramer também substituiu seu pai em shows em 2005 e 2014 devido à recuperação de cirurgia e doença. [ 35 ] [ 36 ] [ 23 ]             |
| Mindi Abair - Jazz Alley - Seattle - 2011.jpg | Mindi Abair       | 2012                                          | saxofone                                                                 | nenhum |
|                                               | Melanie Taylor    | 2012                                          | backing vocals                                                           | Music from Another Dimension! (2012) – apenas duas faixas |
| Buck_Johnson_Headshot.jpg                     | Buck Johnson      | 2014–2024                                     | teclados piano guitarra ritmica backing vocals                           | Aerosmith Rocks Donington 2014 (2015) |

### Substitutos vivos
| Imagem                           | Nome          | Anos ativos         | Instrumentos | Notas |
| -------------------------------- | ------------- | ------------------- | ------------ | --- |
|                                  | David Minehan | 1994                | guitarra     | Minehan substituiu Whitford, que estava de luto pela morte de um membro da família, em uma turnê japonesa em 1994. |
|                                  | David Hull    | 2006 2009 2013      | baixo        | Hull substituiu Hamilton em shows em 2006, 2009 e 2013 devido a doença e tratamento de câncer.                     |
| Soundwave_Slash_(5508227595).jpg | Bobby Schneck | 2009                | guitarra     | Schneck substituiu Whitford, que estava se recuperando de uma cirurgia, em shows em junho e julho de 2009.         |
|                                  | John Douglas  | 2019–2020 2022–2024 | bateria      | Douglas substituiu Kramer durante a residência da banda em Las Vegas em 2019, enquanto Kramer estava machucado.    |

## Escalações
| Período                         | Membros | Lançamentos de estúdio |
| ------------------------------- | --- | --- |
| Outubro de 1970 – Abril de 1971 | - Steven Tyler – vocais, gaita, percussão - Joe Perry – guitarra solo, backing vocals - Ray Tabano – guitarra base - Tom Hamilton – baixo - Joey Kramer – bateria, percussão                               | nenhum |
| Abril de 1971 – Junho de 1979   | - Steven Tyler – vocais, gaita, percussão - Joe Perry – guitarra solo e base, backing vocals - Tom Hamilton – baixo - Joey Kramer – bateria, percussão - Brad Whitford – guitarra base e solo              | - Aerosmith (1973) - Get Your Wings (1974) - Toys in the Attic (1975) - Rocks (1976) - Draw the Line (1977) - Night in the Ruts (1979)                                                               |
| Julho de 1979 – Julho de 1981   | - Steven Tyler – vocais, gaita, percussão, teclados - Tom Hamilton – baixo - Joey Kramer – bateria, percussão - Brad Whitford – guitarra base e solo - Jimmy Crespo – guitarra solo e base, backing vocals | nenhum |
| Julho de 1981 – Maio de 1984    | - Steven Tyler – vocais, gaita, percussão, teclados - Tom Hamilton – baixo - Joey Kramer – bateria, percussão - Jimmy Crespo – guitarra solo e base, backing vocals - Rick Dufay – guitarra base e solo    | - Rock in a Hard Place (1982) |
| Maio de 1984 – presente         | - Steven Tyler – vocais, gaita, percussão, teclados - Tom Hamilton – baixo - Joey Kramer – bateria, percussão - Brad Whitford – guitarra base e solo - Joe Perry – guitarra solo e base, backing vocals    | - Done with Mirrors (1985) - Permanent Vacation (1987) - Pump (1989) - Get a Grip (1993) - Nine Lives (1997) - Just Push Play (2001) - Honkin' on Bobo (2004) - Music from Another Dimension! (2012) |